# 草酸铟
草酸铟是一种化合物，化学式为In2(C2O4)3。它的水合物可由氯化铟和草酸在水溶液中反应制得。其六水合物在75 °C分解，得到五水合物，在197 °C得到无水物，272 °C生成氧化铟。它在450~465 °C和四氯化碳反应，生成无水氯化铟。它的配阴离子（如[In(C2O4)3]3−）是已知的。